# Лафорт Арена
«Лафорт Арена» (до 2010 — «Княжа Арена») — футбольный стадион в Добромиле Львовской области.
Адрес: Львовская область, Самборский район, г. Добромиль, ул. Галицкая, 68.

## История
Спонсором строительства стадиона стала страховая компания «Княжа», которая является учредителем местного клуба «Княжа», выступавший в Премьер-лиге Львовской области. Стадион «Княжа-Арена» был открыт 3 сентября 2007 года. Днем ранее на стадионе состоялся первый матч, в котором «Львов» победил Ивано-Франковское «Прикарпатье» со счетом 6:2 в рамках первой лиги сезона 2007—2008.
В феврале 2009 года было объявлено о планах «Львова» провести оставшиеся матчи Премьер-лиги сезона 2008—2009 на стадионе «Княжа Арена». Однако по состоянию на конец февраля стадион был признан не готовым к проведению матчей высшего уровня, поскольку не был оборудован раздевалками, видеонаблюдения и звукового обеспечения, а также не имел необходимого количества пластиковых сидений .8 марта 2009 года состоялся матч между «Львовом» и харьковским «Металлистом», который завершился вничью 1:1. После матча тренер «Металлиста» Мирон Маркевич и другие представители харьковского клуба заявили о ненадлежащую подготовку стадиона и поля к матчу. 10 марта президент ФФУ Григорий Суркис объявил о запрете проведения матчей на стадионе, пока стадион не будет отвечать необходимым требованиям. 11 марта за ненадлежащую оценку стадиона был отстранен от служебных обязанностей председателя Комитета по вопросам стадионов и безопасности проведения соревнований Борис Воскресенский, который допустил стадион к соревнованиям.
17 апреля 2009 года стадион был вновь допущен к проведению матчей Премьер-лиги, и до конца сезона ФК «Львов» проводил свои домашние матчи там. В первой лиге ФК «Львов» проводит свои матчи на этом стадионе до завершения реконструкции нового клубного стадиона «Сокол» в Львове, открытие которого было запланировано на весну 2010 года, но было отложено на неопределенный срок из-за задержек с разрешительной документацией.
В июле 2010 года в связи с изменением спонсора клуба стадион «Княжа Арена» был переименован в «Лафорт Арена» — в честь страховой компании «Лафорт».

## Архитектурные особенности
Стадион является исключительно футбольным и не имеет беговых дорожек. Все 3220 мест оборудованы индивидуальными пластиковыми сиденьями. Западная и восточная трибуны имеют крышу, над восточной трибуной установлены осветительные мачты. Северная и южная трибуны отделены от поля сеткой и не имеют крыши. Раздевалки для футболистов расположены у южной трибуны.

## Матчи
В течение 2007—2008 года на стадионе проводил домашние матчи в первой лиге ФК «Львов», после получения «Львовом» права выступать в Премьер- лиге стадион стал принимать матчи молодёжного состава «Львов». В кубке Украины 2008—2009 на «Княжа-Арена» состоялся матч между командами «Княжа» и ФК «Львов», номинальным хозяином которого была команда из Счастливого. С весны 2009 года стадион вновь является домашней ареной для ФК «Львов».
На стадионе также проходили матчи Премьер-лиги Львовской области с участием местной команды «Княжа» до расформирования команды в 2008 году.
Рекорд посещаемости — 3220 зрителей на матче между ФК «Львов» и МФК «Николаев», состоявшегося 23 марта 2008 года.